# Simatherium
Il simaterio (gen. Simatherium) è un mammifero artiodattilo estinto, appartenente ai bovidi. Visse nel Pliocene (circa 5,5 – 2,5 milioni di anni fa) e i suoi resti fossili sono stati ritrovati in Africa.

## Descrizione
Questo grande bovide doveva essere molto simile all’odierno bufalo cafro (Syncerus caffer), e le specie più grandi dovevano essere più o meno delle stesse dimensioni. Al contrario del bufalo cafro, però, Simatherium possedeva corna molto allungate e ingrandite, che divergevano immediatamente e si proiettavano all’infuori e all’indietro, per poi ridurre la divergenza verso la fine del corpo osseo del corno. Le corna erano sprovviste di carena ed erano a sezione quasi rotonda. I molari e i premolari erano solo parzialmente ipsodonti.

## Classificazione
Il genere Simatherium è noto per numerosi resti provenienti da Etiopia, Kenya, Uganda, Tanzania e Ciad. La specie tipo è Simatherium kohllarseni, rinvenuta per la prima volta in terreni del Pliocene medio nel famoso giacimento di Laetoli (Tanzania) e descritta per la prima volta nel 1941 da Dietrich. Successivamente sono state descritte altre specie: S. demissum, più antica (Pliocene basale) e proveniente dal Sudafrica, e S. shungurense, del Pliocene superiore del fiume Omo (Etiopia). S. demissum è a volte attribuita al genere Ugandax, e vi è una certa confusione con i generi Pelorovis e Syncerus. In ogni caso, sembra vi sia stata una linea evolutiva che da Ugandax ha portato a Syncerus, mentre Simatherium sembrerebbe essere ancestrale al grande bovide Pelorovis, che portò all'estremo lo sviluppo delle corna.